# Michael Riesman
Michael Riesman is een Amerikaans componist, dirigent, toetsenist en producer. Hij is het meest bekend als muzikaal leider van het Philip Glass Ensemble en dirigent van bijna alle filmscores van Philip Glass.

## Biografie
Michael Riesman studeerde compositie bij Peter Stearns en dirigeren bij Carl Bamberger aan het Mannes College of Music waar hij zijn Bachelor behaalde in 1967. In de zomer van 1967 ging hij naar het Aspen Music Festival, waar hij studeerde bij Darius Milhaud, en de compositieprijs voor studenten won. Hij studeerde compositie bij Leon Kirchner, Roger Sessions, en Earl Kim op Harvard, waar hij een M. A. en PhD (1972) behaalde. Hij was componist in residence bij het Marlboro Music Festival in 1969 en een fellow bij Tanglewood in 1970. Hij werd bekroond met een Fulbright fellowship in 1970 en studeerde met Gottfried von Einem in Wenen. Hij verhuisde naar New York in de zomer van 1971 en doceerde in de winter vervolgens aan SUNY-Purchase wat hij tijdens de zomer van 1972 verliet om zich fulltime te wijden een carrière als performer.
Hij had een aantal vroege successen als componist, met name met Phases, een werk voor elektronisch gemoduleerde piano, dat zijn première kende in de Metropolitan Museum in New York door Peter Serkin. The New York Times noemde het stuk "het meest interessante werk op het programma", dat verder bestond uit werken van belangrijke 20e-eeuwse figuren zoals Luciano Berio en Olivier Messiaen. Riesman later voerde het stuk zelf uit tijdens de New York Philharmonic downtown serie bij de Public Theater. Een ander belangrijk werk was zijn Chamber Concerto, dat hij onder andere dirigeerde in een uitvoering met het St. Paul Chamber Orchestra in Carnegie Hall.
In 1974 werd hij door Philip Glass uitgenodigd als toetsenist voor zijn ensemble en hij is lid gebleven sinds dat moment. In de loop der jaren werd zijn rol bij Glass steeds verder uitgebreid en kreeg hij de taken van muzikaal leider en dirigent. Ook arrangeerde hij stukken, deed het personeelsbeleid en dirigeerde bij uitvoeringen voor toneel en film.
Hij heeft maar een album van zijn eigen muziek uitgebracht, Formal Abondon. Dat werd geschreven als een ballet voor de choreografe Lucinda Childs dat in première ging in de Brooklyn Academy of Music.
Als dirigent heeft hij opgetreden met orkesten zoals de New York Philharmonic en de Los Angeles Philharmonic, en heeft twee Grammy-nominaties, voor The Photographer en voor Kundun. Als solo pianist speelde hij onder andere met het Chicago Symphony Orchestra en het Milwaukee Symphony Orchestra.
Hij heeft drie albums uitgebracht met muziek voor solo-piano. Hij maakte bewerkingen van filmmuziek van Philip Glass: The Hours, Dracula, en een compilatie genaamd Philip Glass Soundtracks. Hij heeft veel album credits als dirigent, toetsenist en producer.
Als student aan Harvard volgde hij een opleiding informatica en hij bleef betrokken bij computers en muziektechnologie in zijn verdere carrière. Dit vertaalde zich onder meer in zijn werkzaamheden als beta-tester en adviseur voor bedrijven zoals digidesign (nu Avid) en Peavey, en in het schrijven van muziek software voor eigen gebruik.

## Discografie
| Jaar | Album                                                                   | Rol                             |
| ---- | ----------------------------------------------------------------------- | ------------------------------- |
| 1979 | Einstein On The Beach                                                   | Dirigent, keyboards, producent  |
| 1982 | Glassworks                                                              | Dirigent, keyboards, producent  |
| 1983 | Hearts and Bones - Paul Simon                                           | Dirigent                        |
| 1983 | Koyaanisqatsi (Original Soundtrack)                                     | Dirigent, keyboards, producent  |
| 1984 | De Photographer                                                         | Dirigent, keyboards, producent  |
| 1985 | Mishima (Original Soundtrack)                                           | Dirigent, keyboards, producent  |
| 1986 | Satyagraha                                                              | Keyboards, producent            |
| 1986 | Songs From Liquid Days                                                  | Dirigent                        |
| 1987 | Formal Abandon (LP)                                                     | Componist, keyboards, producent |
| 1987 | Akhnaten                                                                | Keyboards, producent            |
| 1988 | Powaqqatsi (Original Soundtrack)                                        | Dirigent, keyboards, producent  |
| 1990 | Passages - Ravi Shankar en Philip Glass                                 | Dirigent, keyboards, producent  |
| 1993 | Black Tie White Noise - David Bowie                                     | Dirigent, arrangeur             |
| 1993 | Anima Mundi                                                             | Dirigent, keyboards, producent  |
| 1993 | Einstein on the Beach                                                   | Dirigent, keyboards, producent  |
| 1993 | Jesus' Blood Never Failed Me Yet - Gavin Bryars                         | Dirigent, keyboards, producent  |
| 1995 | La Belle Et La Bête                                                     | Dirigent, keyboards, producent  |
| 1997 | Kundun (Original Soundtrack)                                            | Dirigent, keyboards, producent  |
| 1998 | Koyaanisqatsi (nieuwe opname)                                           | Dirigent, keyboards, producent  |
| 2002 | A Descent into the Maelström                                            | Dirigent, keyboards, producent  |
| 2002 | Early Voice                                                             | Dirigent, keyboards, producent  |
| 2002 | Naqoyqatsi (Original Soundtrack)                                        | Dirigent, keyboards, producent  |
| 2002 | The Hours (Original Soundtrack)                                         | Piano, producent                |
| 2003 | Music from the Thin Blue Line                                           | Dirigent, keyboards, producent  |
| 2004 | Muziek van The Hours (piano solo)                                       | Piano, arrangeur                |
| 2004 | The Fog of War (Original Soundtrack)                                    | Dirigent, keyboards, producent  |
| 2005 | Orion                                                                   | Dirigent, keyboards, producent  |
| 2005 | The Music of Undertow                                                   | Dirigent, keyboards, producent  |
| 2006 | The Illusionist (Original Soundtrack)                                   | Dirigent, keyboards, producent  |
| 2007 | Dracula                                                                 | Piano, arrangeur                |
| 2007 | Boek van Verlangen                                                      | Dirigent, keyboards, producent  |
| 2007 | Cassandra's Dream                                                       | Dirigent, keyboards, producent  |
| 2007 | Monsters van Genade                                                     | Dirigent, keyboards, producent  |
| 2007 | Notes on a Scandal                                                      | Dirigent, keyboards, producent  |
| 2008 | Philip Glass Soundtracks (piano solo)                                   | Piano, arrangeur                |
| 2008 | Animals in Love                                                         | Dirigent, keyboards, producent  |
| 2008 | Music in Twelve Parts (live-album)                                      | Dirigent, keyboards, producent  |
| 2008 | Neverwas (Original Soundtrack)                                          | Dirigent, keyboards, producent  |
| 2010 | Het Philip Glass Ensemble: A Retrospective (live-album)                 | Muzikaal leider, keyboards      |
| 2011 | Glassworks Live in Le Poisson Rouge                                     | Piano/keyboards, producent      |
| 2013 | Voices for Didgeridoo & Organ; Organ Suite                              | Orgel, arrangeur, producer      |
| 2013 | Symfonie No. 3 - Suite van The Hours                                    | Piano, arrangeur, producer      |
| 2014 | Koyaanisqatsi - Live, Philip Glass Ensemble en de New York Philharmonic | Dirigent, mixen                 |